# Egil Olsen
Egil Roger Olsen, känd under namnet Drillo, född den 22 april 1942 i Fredrikstad, är en norsk före detta fotbollstränare och spelare. Han har lett Norges landslag i två perioder – mellan 1990 och 1998 och 2009 till 2013. Den första är den mest framgångsrika perioden för norska landslaget hittills med 46 segrar, 26 oavgjorda matcher och 16 förluster samt kvalificering till VM 1994 och VM 1998. Drillos taktik fick namnet  Drillo-fotboll och syftar på en defensiv taktik där laget fokuserar på disciplinerat försvarsspel samt kontringar med få tillslag.

## Spelarkarriär
Som spelare deltog Egil i 16 landskamper och fick smeknamnet Drillo för sina dribblingskonster.

## Lång tränarkarriär
Egil har tränat flera klubblag, bland annat Aalesunds FK, Vålerenga IF, Wimbledon FC och Fredrikstad FK. Han har även tränat norska pojklandslaget samt U21- och U23-lagen. Under 2007 blev han erbjuden ett tremånaderskontrakt av Iraks landslag som han skulle träna över det Asiatiska mästerskapet. Drillo tackade dock nej till budet och jobbet gick till brasilianaren Jorvan Vieira, som efter att ha fört Irak till seger i Asiatiska mästerskapet tackade nej till ett förlängt kontrakt. Då fick Egil en ny förfrågan och denna gång tackade han ja efter att ha fått igenom särskilda säkerhetskrav.
5 månader senare fick Drillo sparken som förbundskapten för det irakiska landslaget.

## Landslagstränare på nytt
Efter att ha tagit över som landslagschef ånyo efter Åge Hareide 2009, har Olsen lett Norge till segrar över både Tyskland och Finland i träningsmatcher.

## Tränarfilosofi och Drillo-fotboll
Drillos filosofi som fotbollstränare har varit omdebatterad, både i Norge och i utlandet. Spelstilen som fått namnet Drillo-fotboll går ut på zonförsvar, låg press och snabba spelvändningar. 
Bakgrunden till taktiken var att Drillo analyserat fotbollen och kommit fram till att de flesta målen görs med förarbete på max 3-4 passningar inom laget.
Speciellt känd blev Drillo för den så kallade "Flopassningen". Den gick i sin enkelhet ut på att försvarsspelarna skulle slå långa bollar över mittfältet till en luftstark forward (som ofta var Jostein Flo, därav namnet), som skulle nicka bollen tillbaka till andra offensiva spelare som snabbt skulle komma till avslut mot mål. 
Kritikerna menade att Drillos form av fotboll var destruktiv och tråkig, men Drillos resultat visade att även en liten fotbollsnation som Norge, med korrekt taktik, kunde hävda sig internationellt.